# Battaglia di Kolombangara
La battaglia di Kolombangara, anche detta seconda battaglia del golfo di Kula, si svolse nella notte tra il 12 e il 13 luglio 1943 nelle acque attorno all'isola di Kolombangara, nelle isole Salomone, nell'ambito dei più vasti eventi del teatro del Pacifico della seconda guerra mondiale.
Durante una missione di trasporto truppe a Kolombangara, una squadra navale giapponese sotto il contrammiraglio Shunji Isaki composta da un incrociatore leggero e cinque cacciatorpediniere fu intercettata e ingaggiata da una formazione di navi statunitensi e neozelandesi comandata dal contrammiraglio Walden Ainsworth, comprendente tre incrociatori leggeri e dieci cacciatorpediniere: nel corso di un confuso combattimento nel buio, i giapponesi subirono la perdita dell'incrociatore leggero Jintsu, affondato con la morte di quasi tutto l'equipaggio e dello stesso contrammiraglio Isaki, ma riuscirono a loro volta ad affondare un cacciatorpediniere statunitense e a danneggiare gravemente tutti e tre gli incrociatori nemici (gli statunitensi USS Honolulu e USS St. Louis e il neozelandese HMNZS Leander), oltre a portare a termine con successo lo sbarco delle loro truppe.

## Antefatti
Dopo la vittoriosa conclusione della campagna di Guadalcanal nel febbraio 1943, le forze degli Alleati proseguirono nelle loro operazioni contro le guarnigioni giapponesi nell'area delle isole Salomone, iniziando ad avanzare in profondità all'interno dell'arcipelago. Il 30 giugno 1943 truppe statunitensi occuparono l'isola di Rendova, utilizzata poi come base avanzata per il successivo sbarco sull'isola di Nuova Georgia il 5 luglio seguente: la campagna della Nuova Georgia impegnò a fondo le forze alleate per diversi mesi, stante la dura resistenza offerta dalla guarnigione giapponese.
Deciso a tenere le posizioni nelle Salomone, il comando giapponese avviò una serie di missioni di trasporto truppe e rifornimenti tramite sortite notturne di unità veloci dalla grande base di Rabaul, servizio già soprannominato dagli Alleati "Tokyo Express"; scendendo attraverso la strozzatura dello stretto della Nuova Georgia (ribattezzato The Slot, "la scanalatura"), le unità da trasporto giapponesi finivano spesso per essere agganciate in combattimento dai gruppi navali alleati distaccati allo scopo di intercettarli: già il 5 luglio tre gruppi di cacciatorpediniere giapponesi del "Tokyo Express" diretti verso la Nuova Georgia dovettero sostenere un duro scontro con una formazione navale statunitense sotto il comando del contrammiraglio Walden Ainsworth nel corso della battaglia del Golfo di Kula, mentre il 7 luglio una seconda sortita giapponese si svolse senza alcun incidente.
Il 12 luglio salpò da Rabaul una nuova spedizione del "Tokyo Express": i quattro cacciatorpediniere da trasporto Satsuki, Minazuki, Yunagi e Matsukaze imbarcarono 1 200 soldati giapponesi diretti a rinforzare la guarnigione di Kolombangara; nel loro passaggio attraverso lo Slot, le unità sarebbero state scortate dalla formazione del contrammiraglio Shunji Isaki, comprendente l'incrociatore leggero Jintsū e cinque cacciatorpediniere. Intenta a incrociare nell'area del golfo di Kula, tuttavia, si trovava anche la formazione del contrammiraglio Ainsworth con gli incrociatori leggeri USS Honolulu, USS St. Louis e il neozelandese HMNZS Leander (quest'ultimo arrivato in sostituzione dell'incrociatore USS Helena, perduto nello scontro del 5 luglio) e dieci cacciatorpediniere: la forza era incaricata di fornire appoggio di artiglieria e protezione alla testa di ponte statunitense stabilita la settimana precedente quando, al fine di occupare Bairoko e da lì marciare su Munda, era avvenuto lo sbarco di reparti della 37ª Divisione di fanteria e dei Marine Raiders (una forza di élite della fanteria di marina) presso il cosiddetto Rice Anchorage. Ainsworth ebbe comunque l'ulteriore compito di tentare l'intercettamento delle unità di rifornimento giapponesi.

## Ordine di battaglia
Forze alleate:

Contrammiraglio Walden Ainsworth
- Incrociatori leggeri USS Honolulu, USS St. Louis e HMNZS Leander
- Cacciatorpediniere USS Nicholas, USS O'Bannon, USS Taylor, USS Jenkins, USS Radford, USS Ralph Talbot, USS Buchanan, USS Maury, USS Woodworth e USS Gwin

 Marina imperiale giapponese:

Contrammiraglio Shunji Isaki
- Incrociatore leggero Jintsu
- Cacciatorpediniere Mikazuki, Yukikaze, Hamakaze, Kiyonami e Yugure

## La battaglia

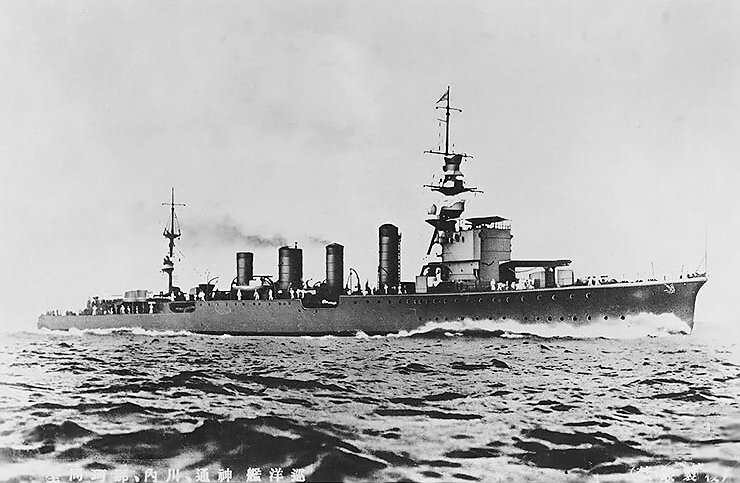
L'incrociatore leggero giapponese Jintsu

Verso le 20:15 del 12 luglio la formazione giapponese giunse in vista del golfo di Kula: Isaki fece catapultare dal Jintsu un idrovolante per ispezionare il golfo, ma prima ancora che il velivolo rilevasse le unità alleate furono i dispositivi di tracciatura recentemente imbarcati sul Jintsu e sul cacciatorpediniere Yukikaze a individuare, alla distanza di 22 500 metri, i segnali radar emessi dalle navi di Ainsworth, in rotta per intercettare le unità giapponesi. Isaki distaccò subito i quattro cacciatorpediniere da trasporto perché scaricassero il loro carico nelle vicinanze del villaggio di Vila su Kolombangara, mentre egli stesso si dirigeva con le unità di scorta contro le navi nemiche.
Alle 23:08, mentre gli Alleati serravano le distanze, Isaki ordinò ai suoi cacciatorpediniere di prepararsi a lanciare una salva di siluri a lunga gittata Type 93; per rendere più agevole l'azione, l'ammiraglio ordinò al Jintsu di accendere i suoi proiettori e di illuminare le navi nemiche, ma ciò finì per rendere l'incrociatore un facile bersaglio per i cannoni alleati: nel giro di pochi minuti il Jintsu fu colpito da almeno dieci granate da 152 mm sparate dagli incrociatori statunitensi, i quali centrarono la torre di comando, uccidendo il contrammiraglio Isaki e il suo stato maggiore, e la sala macchine dalla quale si sviluppò un violento incendio. Intorno alle 23:10 l'incrociatore giapponese fu centrato anche da un siluro lanciato da un cacciatorpediniere statunitense.

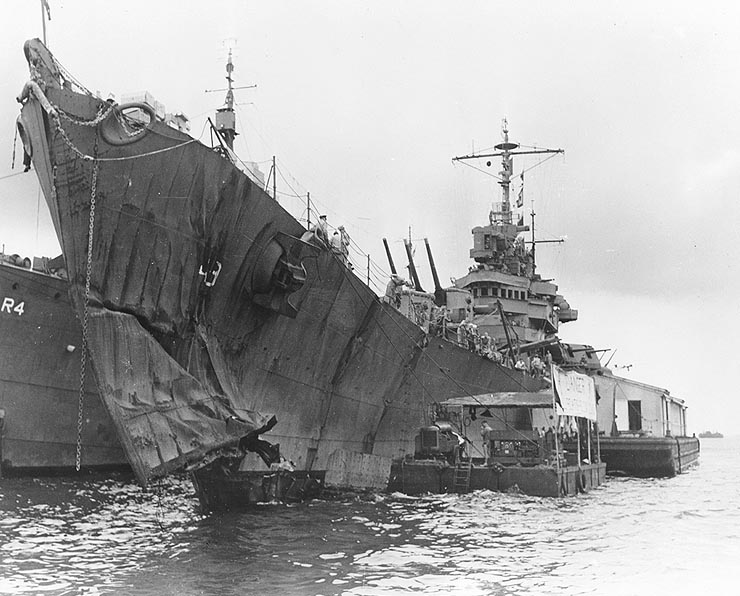
L'incrociatore in riparazione dopo i danni patiti a Kolombangara

Assunto il comando, il comandante del Yukikaze capitano di fregata Zenjirō Shimai fece lanciare dai cacciatorpediniere giapponesi una devastante salva di siluri Type 93 contro le unità alleate ormai chiaramente individuate: nel giro di pochi minuti il cacciatorpediniere Gwin fu colpito nella sala macchine a centro nave da un siluro, esplodendo fragorosamente e affondando con la morte di due ufficiali e 59 membri dell'equipaggio; tutti e tre gli incrociatori alleati furono raggiunti da un siluro a prua, con i danni più gravi registrati dal neozelandese Leander che subì estese devastazioni alla sala macchine e contò 3 morti, 24 dispersi e 8 feriti tra l'equipaggio. In aggiunta, i due cacciatorpediniere Buchanan e Woodworth entrarono in collisione durante una manovra evasiva, riportando danni leggeri.
Intorno alle 23:48 lo scafo in fiamme del Jintsu si spezzò in due e affondò: il sommergibile giapponese I-180 recuperò più tardi 21 membri dell'equipaggio dell'incrociatore e altri naufraghi furono tratti in salvo dalle unità statunitensi, ma 482 marinai perirono nell'affondamento dell'unità. Nonostante questa pesante perdita, l'azione fu un successo per i giapponesi: tutti i soldati di rinforzo furono sbarcati senza perdite a Kolombangara, anche se lo scontro convinse il comando nipponico ad abbandonare il golfo di Kula come luogo di sbarco e a spostare le missioni del "Tokyo Express" sul lato ovest di Kolombangara, nel golfo di Vella. Gli incrociatori alleati raggiunsero non senza difficoltà la base avanzata di Tulagi da dove, dopo riparazioni di emergenza, rientrarono negli Stati Uniti: l'Honolulu e il St. Louis rimasero alcuni mesi fuori servizio prima di rientrare in azione, mentre le riparazioni del Leander si protrassero fino all'agosto 1945, a guerra ormai finita.